# حیدرآباد (بخش مرکزی خرم‌آباد)
حیدرآباد روستایی در دهستان ازنا سکوند، بخش سکوند شهرستان خرم‌آباد استان لرستان ایران است. ساکنین از ایل سکوند هستند.

## جمعیت
بر پایه سرشماری عمومی نفوس و مسکن در سال ۱۳۹۵ جمعیت این روستا ۳۹۶ نفر (۱۱۲ خانوار) بوده‌است.